# Aagot Ekeby
Aagot Paulsen Ekeby, född 2 juli 1888 i Bergen, död 1984, var en norsk skådespelare.
Ekeby arbetade hela sin karriär från debuten 1909 vid Den Nationale Scene i Bergen. Hon var en frodig komiker som också kunde göra realistiska rollfigurer som Gina Ekdal i Henrik Ibsens Vildanden och fru Arvik i Bjørnstjerne Bjørnsons Når den ny vin blomstrer. Hon utmärkte sig också vid urpremiären av Nordahl Griegs Atlanterhavet 1932 och som Amanda i Tennessee Williams Glasmenageriet. En av Ekebys sista roller var i Ernst Orvils originella komedi Rødt lys.